# Hostiaz
Hostiaz korábbi község (település) Franciaországban, Ain megyében. 2019. január 1-jén Cormaranche-en-Bugey, Hauteville-Lompnes és Thézillieu községekkel egyesült és delegált községként Plateau d'Hauteville új község része lett.
Lakosainak száma 87 fő (2018. január 1.). Hostiaz La Burbanche, Hauteville-Lompnes, Prémillieu, Tenay és Thézillieu községekkel határos.

## Népesség
A település népességének változása:
| Lakosok száma | 89   | 59   | 48   | 62   | 76   | 83   | 86   | 87   | 87   | 87   |
|               | 1968 | 1975 | 1982 | 1999 | 2006 | 2011 | 2013 | 2016 | 2017 | 2018 |